# Confine tra Algeria e Mali
Il confine tra l'Algeria e il Mali ha una lunghezza di 1359 km e parte dal triplice confine con la Mauritania a nord-ovest fino al triplice confine con il Niger a sud-est.

## Descrizione
Il confine inizia a ovest al triplice confine con la Mauritania ed è una continuazione della linea retta nord-ovest/ sud-est che forma il confine Algeria-Mauritania. Questa linea retta misura circa 752. Appena a nord del 21º parallelo nord il confine vira a sud, procedendo verso sud-est attraverso una serie di linee irregolari e i wadi di Tin-Zaouatene e In-Akantarer, prima di virare a nord-est, dove una linea retta collega fino al triplice confine con il Niger. Il confine si trova interamente all'interno del deserto del Sahara.

## Storia
La maggior parte dell'Algeria settentrionale fu conquistata dalla Francia durante il periodo 1830-47, incorporata come parte integrante della Francia. Il 1880 vide un'intensa competizione tra le potenze europee per i territori in Africa, attraverso un processo noto come Spartizione dell'Africa che culminò nella Conferenza di Berlino del 1884, in cui le nazioni europee interessate concordarono le loro rispettive rivendicazioni territoriali e le regole degli impegni futuri. Come risultato di ciò la Francia ottenne il controllo della valle superiore del fiume Niger (più o meno equivalente alle aree del Mali e del Niger moderni). La Francia occupò quest'area nel 1900; il Mali (allora denominato Sudan francese) era originariamente incluso, insieme al Niger e al Burkina Faso, all'interno della colonia dell'Alto Senegal e del Niger ma fu successivamente scisso e divenne un territorio costituente della colonia federale dell'Africa Occidentale Francese (Afrique occidentale française, abbreviato AOF).
Nel frattempo i francesi si spinsero a sud dal litorale algerino, conquistando gran parte del Sahara algerino nel 1902. Un confine tra l'Africa occidentale francese e l'Algeria francese (come i confini moderni dell'Algeria con Mauritania, Mali e Niger) furono concordati il 7 giugno 1905 dal Comandante dell'Alto Senegal e Niger e dal Comandante militare del Dipartimento dell'Oasis all'interno dell'Algeria francese. Il confine fu ulteriormente definito dalla Convenzione di Niamey del giugno 1909.
Con la crescita del movimento per la decolonizzazione nell'epoca successiva alla seconda guerra mondiale, la Francia concesse gradualmente più diritti politici e rappresentanza per le sue colonie dell'Africa subsahariana, arrivando alla concessione di un'ampia autonomia interna all'Africa occidentale francese nel 1958 nel quadro del Comunità francese. Alla fine, nel 1960, il Mali ottenne la piena indipendenza. La situazione in Algeria si rivelò molto più difficile, a causa della numerosa comunità di coloni francesi in Algeria, e l'indipendenza fu concessa solo nel 1962 dopo una guerra sanguinosa. Da quel momento il confine Algeria-Mali divenne una frontiera internazionale tra due stati sovrani.
Negli ultimi anni l'Algeria ha rafforzato la sua presenza militare lungo il confine a causa dell'instabilità della guerra in Mali e del generale scarso stato di sicurezza nella regione del Sahara.

## Insediamenti vicino al confine

### Algeria
- Timiaouine
- Bordj Badji Mokhtar

### Mali
- Tarmanant
- Boghassa
- Tinzaouaten

## Valichi di frontiera
Il principale valico di frontiera si trova tra Bordj Badji Mokhtar (ALG) e Tessalit (MLI). Attualmente, i viaggi nella regione di confine sono generalmente scoraggiati dai governi di terze parti a causa della scarsa sicurezza.